# Науса (Парос)
Науса (грец. Νάουσα), за катаревусою Наусса — селище на острові Парос на лівому березі бухти Науса (Ауза).

## Історія
У 1770—1775 роках Науса була адміністративним центром островів архіпелагу Кіклади, що знаходились під російською військово-морською адміністрацією, а також військово-морською базою російського флоту Першої Архіпелагської експедиції графа Олексія Орлова. Вперше ескадра графа Орлова у складі кораблів «Три ієрархії», «Ростислав», «Родос», «Грім», «Слава», «Перемога» і «Святий Павло» прибула до острова Парос 15 жовтня 1770 року. До 4 грудня на Паросі зібралися майже всі судна Архіпелагської ескадри. Було прийнято рішення заснувати російську військово-морську базу.
Бухта Ауза була укріплена, на її лівому березі були побудовані два редути . На острівці біля входу в бухту розташували 10-гарматна батарея. У Наусі була зведена будівля Адміралтейства і створена верф для ремонту всіх типів кораблів Архіпелагського флоту. Так само на верфі будувалися малі вітрильні й гребні суду. У місті зводилися кам'яні будинки для керівництва флоту, громадські будівлі, проведено водопровід. Місцеве населення в кількості 5 тис. осіб етнічних греків позитивно відносилися до російської присутності.
На початок 1771—1727 років населені острови Егейського моря були зайняті росіянами. На островах встановлювалась місцева грецька адміністрація, підпорядкована російській владі у Наусі. Крім створення на островах укріплених баз, російська влада багато уваги приділяла й поліпшенню життя місцевого населення. Так на сусідньому острові Наксосі була заснована грецька гімназія для жителів островів, учні якої під час ліквідації колонії були вивезені до Петербурга, і згодом багато хто з них зайняв важливі державні пости.
У результаті укладення 10 липня 1774 року між Росією і Османською імперією Кючук-Кайнарджійського миру, Росія взяла на себе зобов'язання вивести впродовж трьох місяців свій флот з островів Архіпелагу. З цього часу почалося виведення російських військово-морських сил і цивільної адміністрації з Науси, яке тривало до травня 1775 року. В результаті ліквідації колонії, тисячі греків і албанців з островів, що прийняли російське підданство, було евакуйовано силами військово-морського флоту в Росію. Переселенці отримали землі в Криму біля фортеці Єні-Кале, а також великі пільги і можливість служби у спеціально створеному Грецькому піхотному полку.